# サイモン・ロディア

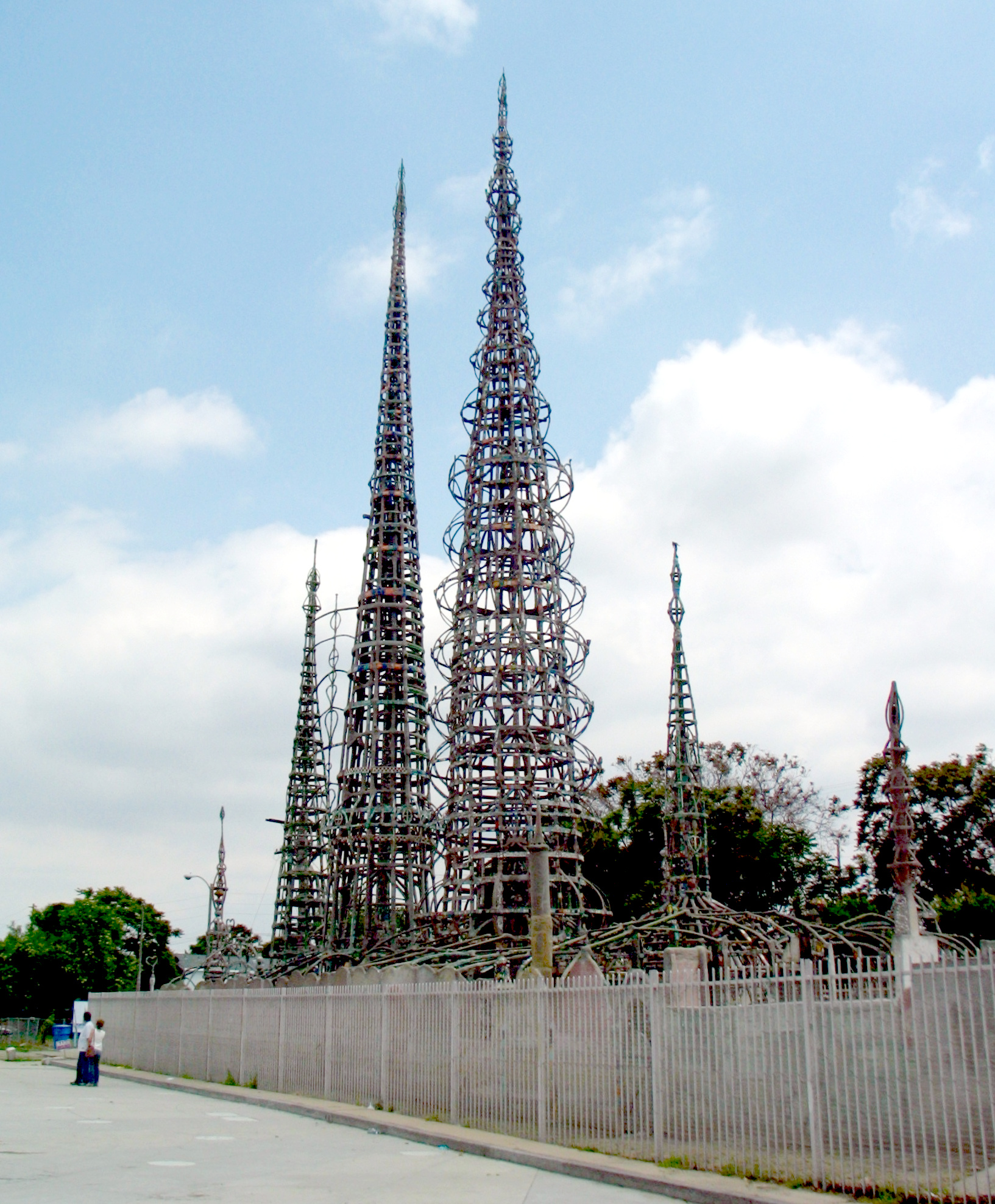
ワッツ・タワー

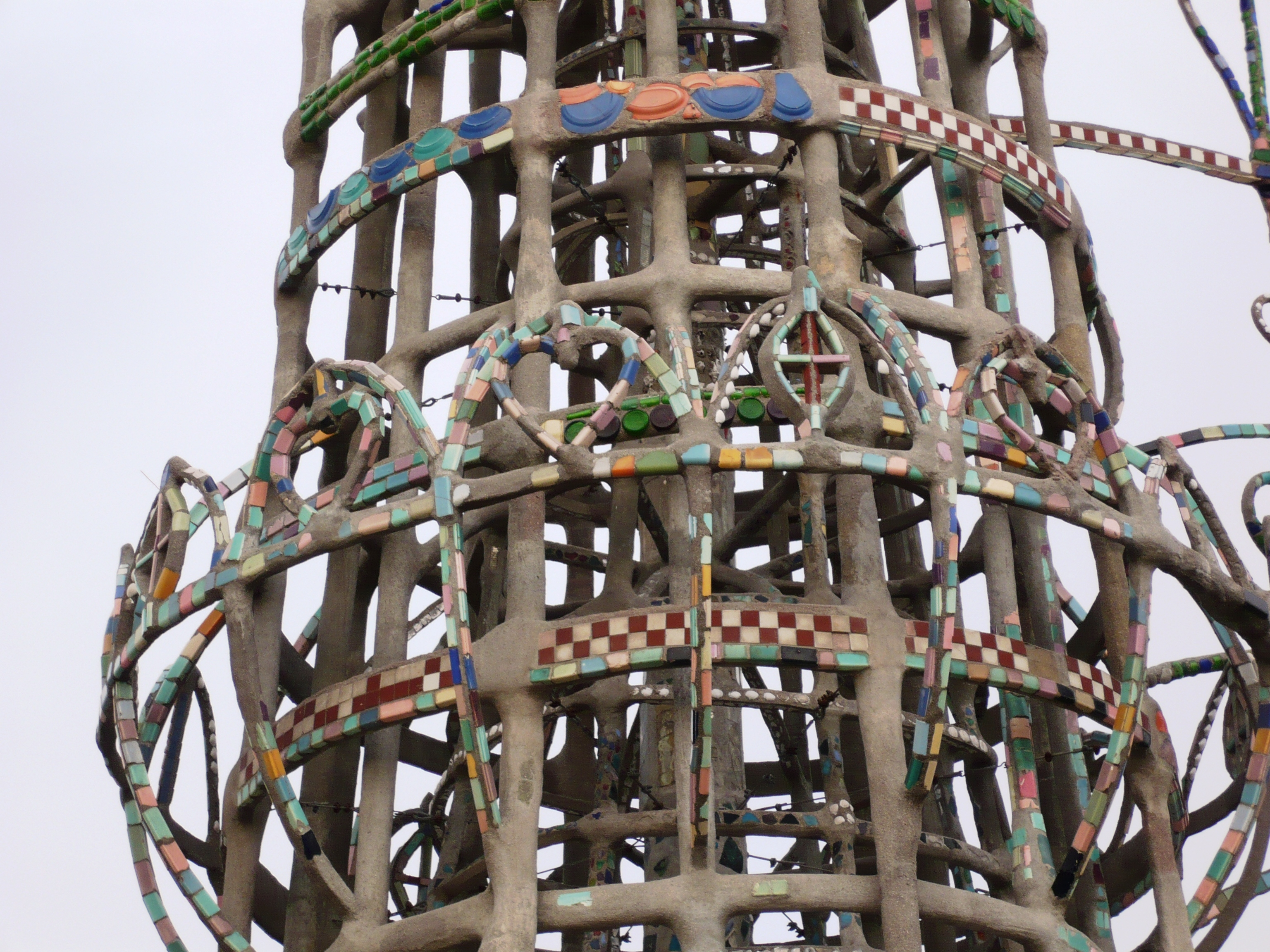
ワッツ・タワー細部

サイモン・ロディア（Simon Rodia、本名サバト・ロディア Sabato Rodia、知人からはたんに「サム」と呼ばれた。1879年2月12日 - 1965年7月16日）はイタリアからアメリカ合衆国に移民し、人生のほとんどをカリフォルニア州ロサンゼルスで過ごした人物。彼はロサンゼルスのスラム街、ワッツ地区で暮らし、「ワッツ・タワー」と呼ばれる高層建築を自力で作り上げたことで知られる。

## 人物
ナポリ付近にあるセリーノの町で生まれたロディアは15歳の頃、ペンシルベニア州に住む兄を頼ってアメリカへ移民した。兄が鉱山事故で死んで以降、一人になったロディアは西海岸へ移り、シアトルやオークランドなどを転々として鉱山や工事現場で現場労働者として働いた。その後1920年からはワッツで日雇いの左官として働いていたが、1921年に突然自分の土地に塔を建て始めた。彼はまったく建築に関する学習などを受けておらず、そのすべては見よう見まねだった。溶接していない形ばかりの鉄筋をセメントで固め、ゴミ捨て場からセブンアップなどのビンや色鮮やかなタイルの破片を拾ってセメントに埋め込んで独力で14本の塔を建てた。うち高い塔は30mにも達する。彼は1954年、塔の建設を終えて土地などを近隣の人に譲り、ワッツを去っていった。
塔の集合体をロディアはスペイン語で「Nuestro Pueblo」（われらの町）と呼んだ。なぜ塔を造るのかと問われたロディアは、ただ「何か大きなことをやるべきだと思った。だからやった」と答えたという。彼がワッツを去った原因は、塔に対する子供達の嫌がらせや苦情など、近隣とのトラブルによる疲れであった。彼は突如カリフォルニア州マルティネスに移住し、亡くなるまでの10年をそこで暮らした。シアトル在住時に結婚し3人の子供もいたが、ワッツでは孤独な生活を送り親しい友人はいなかった。彼はワッツを去った後、二度と自分の塔を見なかったと考えられる。ロディアはマルティネスの墓地に埋葬されたが、墓石には「サム・ロディア 1875-1965」と刻まれている。
ロサンゼルス市はこの塔を不許可建築として取り壊そうとしたが、この塔の価値に注目した映画業界人、美術研究者、建築家らによって守られた。その後1990年にはアメリカ国定歴史建造物に指定され、ワッツ地区を舞台にしたテレビ番組や映画では欠かせない風景として親しまれている。
ロディアという姓は「ロデラ Rodella」や「ロディラ Rodilla」だったという説、また名もサバトではなく「サバティーノ Sabatino」だったという説もある。これらの説は支持はあまり受けていない。彼の名自体、移民手続きの際の字の綴り間違いだった可能性もある。
ビートルズのアルバム『サージェント・ペパーズ・ロンリー・ハーツ・クラブ・バンド』には、ロディアの顔写真が掲載されている（最上段の右から二番目、ボブ・ディランの左隣）。
現在、ワッツ地区には彼の名を冠したSimon Rodia High Schoolがある。